# Amolita fratercula
Amolita fratercula är en fjärilsart som beskrevs av Barnes och Mcdunnough 1912. Amolita fratercula ingår i släktet Amolita och familjen nattflyn. Inga underarter finns listade i Catalogue of Life.